# Andrena nigroaenea
Espèce
Synonymes
- Andrena nigroaenaea (Kirby, 1802)[1]

Statut de conservation UICN

 LC  : Préoccupation mineure
Andrena nigroanea, communément appelée Andrène noire bronzée, est une espèce d'insectes hyménoptères de la famille des Andrenidae. Cette abeille est présente en Europe et dans le bassin méditerranéen, mais menacée d’extinction dans certains pays dont l’Irlande.

## Description
Sa taille est comparable à celle d’une abeille domestique. Le thorax des femelles est couvert d’une pilosité brune qui s’éclaircit sur les premiers segments de l’abdomen. Une frange de poils noirs est visible au bout de l’abdomen. Les pattes postérieures, couvertes de poils orangés, présentent des tarses uniformément noirs.
Les mâles ont sur leur tête un mélange de poils bruns et noirs.

## Écologie
Cette espèce est univoltine au Nord de l’Europe et bivoltine au Sud. Elle est visible du début du printemps à l’été. L’effet du réchauffement climatique a été étudié sur cette andrène qui apparaît plus tôt dans l’année.
Les mâles jouent un rôle particulier dans la pollinisation de certaines orchidées dont  l’Ophrys araignée et l’Ophrys des lupercales.

## Parasites
Ses nids sont parasités par Nomada goodeniana, Nomada marshamella et Nomada succincta.